# Lista de copas nacionais do futebol argentino
Desde a criação da liga nacional em 1891, várias copas oficiais foram disputadas na Argentina, além da competição principal, o campeonato da Primera División. As copas nacionais começaram ainda na era amadora em 1900, com a Copa de Competencia Chevallier Boutell (Tie Cup Competition). Após esta, diversas copas de diferentes organizadores foram realizadas no país.
A Copa Campeonato, também conhecida como Copa Desafío, originalmente concedida ao campeão da Primera División, é o troféu mais antigo do futebol argentino entre as competições ainda em disputa, tendo sido criada em 1896, três anos após a criação da Associação do Futebol Argentino (AFA), e disputada ininterruptamente até 1926. Em junho de 2013, a associação decidiu colocar o troféu de volta em circulação com a criação de uma nova competição, chamada "Superfinal", que consistia em uma única partida entre os vencedores do Torneo Inicial e do Torneo Final, disputada em um local neutro. A Superfinal ocorreu em 2013 e 2014. Devido às temporadas de 2015 e 2016 serem disputadas como torneios individuais com apenas um campeão por temporada, a Copa Campeonato não foi entregue desde então.
As copas atualmente realizadas na Argentina são a Copa Argentina (1969; 2011–), a Supercopa Argentina (2012–), o Trofeo de Campeones de la Liga Profesional (2020–) e, mais recentemente, a Supercopa Internacional (2022–).

## Lista de copas
A seguir está uma lista com todas as copas nacionais realizadas na Argentina até os dias atuais. Apenas as competições disputadas pelos clubes da Primera División estão listadas.

### Copas da era amadora
No período correspondente à era amadora, compreendido desde os primeiros torneios jogados no país até 1934, embora tenha vivido quatro anos com o profissionalismo branqueado a partir de 1931, foram disputadas as seguintes copas oficiais:
| Copa                                          | Org.          | Estado atual | Anos realizada | Clubes vencedores |
| --------------------------------------------- | ------------- | ------------ | -------------- | --- |
| Tie Cup Competition                           | AAFL AFA      | Extinta      | 1900–1906      | Alumni (3), Belgrano AC, Rosario AC (3) |
| Copa de Honor Municipalidad de Buenos Aires   | AFA AAF       | Extinta      | 1905–1920      | Alumni (2), Banfield, Belgrano AC, Independiente, Newell's Old Boys, Quilmes, Racing (4), Rosario Central, San Isidro                                                         |
| Copa de Competencia Jockey Club               | AFA AAF AAFAP | Extinta      | 1907–1933      | Alumni (3), Boca Juniors (2), Estudiantes (BA), Independiente, Nueva Chicago, Porteño (2), River Plate, Rosario Central, San Isidro (3), Sportivo Balcarce, Sportivo Barracas |
| Copa Dr. Carlos Ibarguren                     | AFA           | Extinta      | 1913–1925      | Boca Juniors (3), Huracán (2), Newell's Old Boys, Racing (5), Rosario Central, Tiro Federal                                                                                   |
| Copa de Competencia La Nación                 | FAF           | Extinta      | 1913–1914      | Independiente, Rosario Central |
| Copa de Competencia de la Asociación Amateurs | AAmF          | Extinta      | 1920–1926      | Independiente (3), Rosario Central |
| Copa Estímulo                                 | AAF AAmF      | Extinta      | 1920–1926      | Boca Juniors, Huracán |

### Copas da era profissional
No período profissional, que começou em 1931, foram disputadas as seguintes copas oficiais:
| Copa                                     | Org.  | Estado atual | Anos realizada   | Clubes vencedores |
| ---------------------------------------- | ----- | ------------ | ---------------- | --- |
| Copa de Competencia de la Liga Argentina | LAF   | Extinta      | 1932–1933        | Racing, River Plate |
| Copa Beccar Varela                       | AAFAP | Extinta      | 1932–1933        | Central Córdoba (R), Racing                                                                                              |
| Copa Dr. Carlos Ibarguren                | AFA   | Extinta      | 1937–1958        | Boca Juniors (2), Independiente (2), River Plate (4)                                                                     |
| Copa Adrián C. Escobar                   | AFA   | Extinta      | 1939–1949        | Estudiantes (LP), Huracán (2), Independiente, Newell's Old Boys, River Plate                                             |
| Copa General Pedro Ramírez               | AFA   | Extinta      | 1943–1945        | Estudiantes (LP), San Lorenzo, San Martín (T)                                                                            |
| Copa de Competencia Británica            | AFA   | Extinta      | 1944–1946        | Boca Juniors, Huracán, Racing                                                                                            |
| Copa Suecia                              | AFA   | Extinta      | 1958             | Atlanta |
| Copa Argentina                           | AFA   | Ativa        | 1969–1970; 2012– | Arsenal, Boca Juniors (4), Central Córdoba (SdE), Estudiantes (LP), Huracán, Patronato, River Plate (3), Rosario Central |
| Copa Centenario de la AFA                | AFA   | Extinta      | 1993             | Gimnasia y Esgrima (LP)                                                                                                  |
| Supercopa Argentina                      | AFA   | Ativa        | 2012–            | Arsenal, Boca Juniors (2), Huracán, Lanús, River Plate (3), San Lorenzo, Vélez Sarsfield                                 |
| Copa Campeonato                          | AFA   | Extinta      | 2014             | River Plate |
| Copa Bicentenario                        | AFA   | Extinta      | 2016             | Lanús |
| Copa de la Superliga                     | SAF   | Extinta      | 2019             | Tigre |
| Trofeo de Campeones (SAF)                | SAF   | Extinta      | 2019             | Racing |
| Copa de la Liga Profesional              | AFA   | Extinta      | 2020–2024        | Arsenal, Boca Juniors (2), Colón, Estudiantes (LP), Rosario Central                                                      |
| Trofeo de Campeones (LPF)                | AFA   | Ativa        | 2020–            | Racing, River Plate (2), Estudiantes (LP)                                                                                |
| Supercopa Internacional                  | AFA   | Ativa        | 2022–            | Racing, Talleres (C) |

## Resultados
Fonte: 
| Temporada                        | Competição                      | Campeão (títulos)           | Placar        | Vice-campeão                  |
| -------------------------------- | ------------------------------- | --------------------------- | ------------- | ----------------------------- |
|                                  |                                 |                             |               |                               |
| Era amadora (1891–1931)          |                                 |                             |               |                               |
|                                  |                                 |                             |               |                               |
| 1900                             | Tie Cup Competition             | Belgrano AC (1)             | 2–0           | Rosario AC                    |
| 1901                             | Tie Cup Competition             | Alumni (1)                  | 2–1           | Rosario AC                    |
| 1902                             | Tie Cup Competition             | Rosario AC (1)              | 1–1; 1–1; 2–1 | Alumni                        |
| 1903                             | Tie Cup Competition             | Alumni (2)                  | 3–2           | Rosario AC                    |
| 1904                             | Tie Cup Competition             | Rosario AC (2)              | 3–2           | CURCC (URU)                   |
| 1905                             | Copa de Honor MCBA              | Alumni (3)                  | 1–0           | Quilmes                       |
| 1905                             | Tie Cup Competition             | Rosario AC (3)              | 4–3           | CURCC (URU)                   |
| 1906                             | Copa de Honor MCBA              | Alumni (4)                  | 3–1           | Estudiantes (BA)              |
| 1906                             | Tie Cup Competition             | Alumni (5)                  | 10–1          | Belgrano AC                   |
| 1907                             | Copa de Competencia Jockey Club | Alumni (6)                  | 4–2           | Belgrano AC                   |
| 1907                             | Copa de Honor MCBA              | Belgrano AC (2)             | 3–1           | Quilmes                       |
| 1908                             | Copa de Competencia Jockey Club | Alumni (7)                  | 5–0           | Argentino de Quilmes          |
| 1908                             | Copa de Honor MCBA              | Quilmes (1)                 | 2–1           | Porteño                       |
| 1909                             | Copa de Competencia Jockey Club | Alumni (8)                  | 5–1           | Newell's Old Boys             |
| 1909                             | Copa de Honor MCBA              | San Isidro (1)              | 8–1           | Estudiantes (BA)              |
| 1910                             | Copa de Competencia Jockey Club | Estudiantes (BA) (1)        | 3–1           | Gimnasia y Esgrima (BA)       |
| 1911                             | Copa de Competencia Jockey Club | San Isidro (2)              | 4–2           | Estudiantes (BA)              |
| 1911                             | Copa de Honor MCBA              | Newell's Old Boys (1)       | 3–2           | Porteño                       |
| 1912                             | Copa de Competencia Jockey Club | San Isidro (3)              | 0–0; 2–1      | Quilmes                       |
| 1912                             | Copa de Honor MCBA              | Racing (1)                  | 3–0           | Newell's Old Boys             |
| 1913                             | Copa de Competencia Jockey Club | San Isidro (4)              | 2–0           | Racing                        |
| 1913                             | Copa de Honor MCBA              | Racing (2)                  | 5–1           | Estudiantes (BA)              |
| 1913                             | Copa Dr. Carlos Ibarguren       | Racing (3)                  | 3–1           | Newell's Old Boys             |
| 1913                             | Copa de Competencia La Nación   | Rosario Central (1)         | 3–2           | Argentino de Quilmes          |
| 1914                             | Copa de Competencia Jockey Club | River Plate (1)             | 2–1           | Racing                        |
| 1914                             | Copa Dr. Carlos Ibarguren       | Racing (4)                  | 1–0           | Rosario Central               |
| 1914                             | Copa de Competencia La Nación   | Independiente (1)           | –             | Argentino de Quilmes          |
| 1915                             | Copa de Honor MCBA              | Racing (5)                  | 2–1           | Tiro Federal                  |
| 1915                             | Copa de Competencia Jockey Club | Porteño (1)                 | 2–1           | Racing                        |
| 1915                             | Copa Dr. Carlos Ibarguren       | Rosario Central (2)         | 0–0; 3–1      | Racing                        |
| 1916                             | Copa de Honor MCBA              | Rosario Central (3)         | 1–0           | Independiente                 |
| 1916                             | Copa de Competencia Jockey Club | Rosario Central (4)         | 2–1           | Independiente                 |
| 1916                             | Copa Dr. Carlos Ibarguren       | Racing (6)                  | 6–0           | Rosario Central               |
| 1917                             | Copa de Honor MCBA              | Racing (7)                  | 3–1           | River Plate                   |
| 1917                             | Copa de Competencia Jockey Club | Independiente (2)           | 2–1           | Estudiantes (LP)              |
| 1917                             | Copa Dr. Carlos Ibarguren       | Racing (8)                  | 3–2           | Rosario Central               |
| 1918                             | Copa de Honor MCBA              | Independiente (3)           | 1–0           | Platense                      |
| 1918                             | Copa de Competencia Jockey Club | Porteño (2)                 | 2–1           | River Plate                   |
| 1918                             | Copa Dr. Carlos Ibarguren       | Racing (9)                  | 4–0           | Newell's Old Boys             |
| 1919                             | Copa de Competencia Jockey Club | Boca Juniors (1)            | 1–0           | Rosario Central               |
| 1919                             | Copa Dr. Carlos Ibarguren       | Boca Juniors (2)            | 1–0           | Rosario Central               |
| 1920                             | Copa de Honor MCBA              | Banfield (1)                | 2–1           | Boca Juniors                  |
| 1920                             | Copa Dr. Carlos Ibarguren       | Tiro Federal (1)            | 4–0           | Boca Juniors                  |
| 1920                             | Copa de Competencia (AAm)       | Rosario Central (5)         | 2–0           | Club Sportivo de Almagro      |
| 1920                             | Copa Estímulo                   | Huracán (1)                 | –             | –                             |
| 1921                             | Copa de Competencia Jockey Club | Sportivo Barracas (1)       | 2–1           | Nueva Chicago                 |
| 1921                             | Copa Dr. Carlos Ibarguren       | Newell's Old Boys (2)       | 3–0           | Huracán                       |
| 1922                             | Copa Dr. Carlos Ibarguren       | Huracán (2)                 | 1–1; 1–0      | Newell's Old Boys             |
| 1923                             | Copa Dr. Carlos Ibarguren       | Boca Juniors (3)            | 1–0           | Rosario Central               |
| 1924                             | Copa Dr. Carlos Ibarguren       | Boca Juniors (4)            | 3–2           | Belgrano (R)                  |
| 1924                             | Copa de Competencia (AAm)       | Independiente (4)           | 1–1; 0–0; 1–0 | Club Sportivo de Almagro      |
| 1925                             | Copa de Competencia Jockey Club | Boca Juniors (5)            | 1–1; 1–0      | Argentinos Juniors            |
| 1925                             | Copa Dr. Carlos Ibarguren       | Huracán (3)                 | 2–1           | Tiro Federal                  |
| 1925                             | Copa de Competencia (AAm)       | Independiente (5)           | 2–0           | Club Sportivo Palermo         |
| 1926                             | Copa de Competencia (AAm)       | Independiente (6)           | 3–1           | Lanús                         |
| 1926                             | Copa Estímulo                   | Boca Juniors (6)            | 3–1           | Sportivo Balcarce             |
| 1931                             | Copa de Competencia Jockey Club | Sportivo Balcarce (1)       | 1–1; 4–1      | Club Almagro                  |
| 1933                             | Copa de Competencia Jockey Club | Nueva Chicago (1)           | 1–0           | Banfield                      |
|                                  |                                 |                             |               |                               |
| Era profissional (1931–presente) |                                 |                             |               |                               |
|                                  |                                 |                             |               |                               |
| 1932                             | Copa de Competencia (LAF)       | River Plate (2)             | 3–1           | Estudiantes (LP)              |
| 1932                             | Copa Beccar Varela              | Racing (10)                 | –             | Boca Juniors                  |
| 1933                             | Copa de Competencia (LAF)       | Racing (11)                 | 4–0           | San Lorenzo                   |
| 1933                             | Copa Beccar Varela              | Central Córdoba (R) (1)     | 2–2           | Racing                        |
| 1937                             | Copa Dr. Carlos Ibarguren       | River Plate (3)             | 5–0           | Rosario Central               |
| 1938                             | Copa Dr. Carlos Ibarguren       | Independiente (7)           | 5–3           | Rosario Central               |
| 1939                             | Copa Adrián C. Escobar          | Independiente (8)           | 1–1; 2–0      | San Lorenzo                   |
| 1939                             | Copa Dr. Carlos Ibarguren       | Independiente (9)           | 5–0           | Central Córdoba (R)           |
| 1940                             | Copa Dr. Carlos Ibarguren       | Boca Juniors (7)            | 5–1           | Rosario Central               |
| 1941                             | Copa Adrián C. Escobar          | River Plate (4)             | 1–0           | Huracán                       |
| 1941                             | Copa Dr. Carlos Ibarguren       | River Plate (5)             | 3–0           | Newell's Old Boys             |
| 1942                             | Copa Adrián C. Escobar          | Huracán (4)                 | 2–0           | River Plate                   |
| 1942                             | Copa Dr. Carlos Ibarguren       | River Plate (6)             | 7–0           | Liga Cordobesa de Fútbol [es] |
| 1943                             | Copa Adrián C. Escobar          | Huracán (5)                 | 0–0 (4–1 p)   | Platense                      |
| 1943                             | Copa General Pedro Ramírez      | San Lorenzo (1)             | 8–3           | General Paz Juniors           |
| 1944                             | Copa de Competencia Británica   | Huracán (6)                 | 4–2           | Boca Juniors                  |
| 1944                             | Copa Dr. Carlos Ibarguren       | Boca Juniors (8)            | 6–0           | Liga Tucumana de Fútbol [es]  |
| 1944                             | Copa General Pedro Ramírez      | San Martín (T) (1)          | 3–1           | Newell's Old Boys             |
| 1944                             | Copa Adrián C. Escobar          | Estudiantes (LP) (1)        | 1–0           | San Lorenzo                   |
| 1945                             | Copa de Competencia Británica   | Racing (12)                 | 4–1           | Boca Juniors                  |
| 1945                             | Copa General Pedro Ramírez      | Estudiantes (LP) (2)        | 4–4; 4–1      | Boca Juniors                  |
| 1946                             | Copa de Competencia Británica   | Boca Juniors (9)            | 3–1           | San Lorenzo                   |
| 1949                             | Copa Adrián C. Escobar          | Newell's Old Boys (3)       | 2–2 (4–2 p)   | Racing                        |
| 1952                             | Copa Dr. Carlos Ibarguren       | River Plate (7)             | 1–1           | Liga Cultural (SdE) [es]      |
| 1958                             | Copa Suecia                     | Atlanta (1)                 | 3–1           | Racing                        |
| 1969                             | Copa Argentina                  | Boca Juniors (10)           | 3–1; 0–1      | Atlanta                       |
| 1993                             | Copa Centenario de la AFA       | Gimnasia y Esgrima (LP) (1) | 3–1           | River Plate                   |
| 2012                             | Copa Argentina                  | Boca Juniors (11)           | 2–1           | Racing                        |
| 2012                             | Supercopa Argentina             | Arsenal (1)                 | 0–0 (4–3 p)   | Boca Juniors                  |
| 2013                             | Copa Argentina                  | Arsenal (2)                 | 3–0           | San Lorenzo                   |
| 2013                             | Supercopa Argentina             | Vélez Sarsfield (1)         | 1–0           | Arsenal                       |
| 2013–14                          | Copa Campeonato                 | River Plate (8)             | 1–0           | San Lorenzo                   |
| 2013–14                          | Copa Argentina                  | Huracán (7)                 | 0–0 (5–4 p)   | Rosario Central               |
| 2014                             | Supercopa Argentina             | Huracán (8)                 | 1–0           | River Plate                   |
| 2014–15                          | Copa Argentina                  | Boca Juniors (12)           | 2–0           | Rosario Central               |
| 2015                             | Supercopa Argentina             | San Lorenzo (2)             | 4–0           | Boca Juniors                  |
| 2015–16                          | Copa Argentina                  | River Plate (9)             | 4–3           | Rosario Central               |
| 2016                             | Copa Bicentenario               | Lanús (1)                   | 1–0           | Racing                        |
| 2016                             | Supercopa Argentina             | Lanús (2)                   | 3–0           | River Plate                   |
| 2016–17                          | Copa Argentina                  | River Plate (10)            | 2–1           | Atlético Tucumán              |
| 2017                             | Supercopa Argentina             | River Plate (11)            | 2–0           | Boca Juniors                  |
| 2017–18                          | Copa Argentina                  | Rosario Central (6)         | 1–1 (4–1 p)   | Gimnasia La Plata             |
| 2018                             | Supercopa Argentina             | Boca Juniors (13)           | 0–0 (6–5 p)   | Rosario Central               |
| 2018–19                          | Copa Argentina                  | River Plate (12)            | 1–0; 2–1      | Central Córdoba (SdE)         |
| 2019                             | Copa de la Superliga            | Tigre (1)                   | 2–0           | Boca Juniors                  |
| 2019                             | Trofeo de Campeones (SAF)       | Racing (13)                 | 2–0           | Tigre                         |
| 2019                             | Supercopa Argentina             | River Plate (13)            | 5–0           | Racing                        |
| 2019–20                          | Copa Argentina                  | Boca Juniors (14)           | 0–0 (5–4 p)   | Talleres (C)                  |
| 2020                             | Copa de la Liga Profesional     | Boca Juniors (15)           | 1–1 (5–3 p)   | Banfield                      |
| 2021                             | Copa de la Liga Profesional     | Colón (1)                   | 3–0           | Racing                        |
| 2021                             | Trofeo de Campeones (LPF)       | River Plate (14)            | 2–0           | Cólon                         |
| 2022                             | Copa de la Liga Profesional     | Boca Juniors (16)           | 3–0           | Tigre                         |
| 2022                             | Copa Argentina                  | Patronato (1)               | 1–0           | Talleres (C)                  |
| 2022                             | Trofeo de Campeones (LPF)       | Racing (14)                 | 2–1           | Boca Juniors                  |
| 2022                             | Supercopa Internacional         | Racing (15)                 | 2–1           | Boca Juniors                  |
| 2022                             | Supercopa Argentina             | Boca Juniors (17)           | 3–0           | Patronato                     |
| 2023                             | Copa de la Liga Profesional     | Rosario Central (7)         | 1–0           | Platense                      |
| 2023                             | Copa Argentina                  | Estudiantes (LP) (3)        | 1–0           | Defensa y Justicia            |
| 2023                             | Trofeo de Campeones (LPF)       | River Plate (15)            | 2–0           | Rosario Central               |
| 2023                             | Supercopa Argentina             | River Plate (16)            | 2–1           | Estudiantes (LP)              |
| 2024                             | Copa de la Liga Profesional     | Estudiantes (LP) (4)        | 1–1 (4–3 p)   | Vélez Sarsfield               |
| 2024                             | Copa Argentina                  | Central Córdoba (SdE) (1)   | 1–0           | Vélez Sarsfield               |
| 2024                             | Trofeo de Campeones (LPF)       | Estudiantes (LP) (5)        | 3–0           | Vélez Sarsfieldl              |
| 2025                             | Supercopa Internacional         | Talleres (C) (1)            | 0–0 (3–2 p)   | River Plate                   |

## Títulos por clube
| Clube                   | Títulos | Edições vencidas |
| ----------------------- | ------- | --- |
| Boca Juniors            | 17      | Copa de Competencia Jockey Club (2): 1919, 1925 Copa Ibarguren (5): 1919, 1923, 1924, 1940, 1944 Copa Estímulo (1): 1926 Copa de Competencia Británica (1): 1946 Copa Argentina (4): 1969, 2012, 2015, 2020 Supercopa Argentina (2): 2018, 2022 Copa de la Liga Profesional (2): 2020, 2022                        |
| River Plate             | 16      | Copa de Competencia Jockey Club (1): 1914 Copa Ibarguren (4): 1937, 1941, 1942, 1952 Copa Adrián C. Escobar (1): 1941 Copa de Competencia (LAF) (1): 1932 Copa Campeonato (1): 2014 Copa Argentina (3): 2016, 2017, 2019 Supercopa Argentina (3): 2017, 2019, 2023 Trofeo de Campeones (LPF) (2): 2021, 2023       |
| Racing                  | 15      | Copa de Honor MCBA (4): 1912, 1913, 1915, 1917 Copa Ibarguren (5): 1913, 1914, 1916, 1917, 1918 Copa Beccar Varela (1): 1932 Copa de Competencia (LAF) (1): 1933 Copa de Competencia Británica (1): 1945 Trofeo de Campeones (SAF) (1): 2019 Trofeo de Campeones (LPF) (1): 2022 Supercopa Internacional (1): 2022 |
| Independiente           | 9       | Copa de Competencia La Nación (1): 1914 Copa de Honor MCBA (1): 1918 Copa de Competencia Jockey Club (1): 1917 Copa de Competencia (AAm) (3): 1924, 1925, 1926 Copa Ibarguren (2): 1938, 1939 Copa Adrián C. Escobar (1): 1939                                                                                     |
| Alumni                  | 8       | Tie Cup Competition (3): 1901, 1903, 1905 Copa de Honor MCBA (2): 1905, 1906 Copa de Competencia Jockey Club (3): 1907, 1908, 1909 |
| Huracán                 | 8       | Copa Estímulo (1): 1920 Copa Ibarguren (2): 1922, 1925 Copa Adrián C. Escobar (2): 1942, 1943 Copa de Competencia Británica (1): 1944 Copa Argentina (1): 2014 Supercopa Argentina (1): 2014 |
| Rosario Central         | 7       | Copa de Competencia La Nación (1): 1913 Copa Ibarguren (1): 1915 Copa de Honor MCBA (1): 1916 Copa de Competencia Jockey Club (1): 1916 Copa de Competencia (AAm) (1): 1920 Copa Argentina (1): 2018 Copa de la Liga Profesional (1): 2023                                                                         |
| Estudiantes (LP)        | 5       | Copa Adrián C. Escobar (1): 1944 Copa General Pedro Ramírez (1): 1945 Copa Argentina (1): 2023 Copa de la Liga Profesional (1): 2024 Trofeo de Campeones (LPF) (1): 2024 |
| San Isidro              | 4       | Copa de Honor MCBA (1): 1909 Copa de Competencia Jockey Club (3): 1911, 1912, 1913 |
| Newell's Old Boys       | 3       | Copa de Honor MCBA (1): 1911 Copa Ibarguren (1): 1921 Copa Adrián C. Escobar (1): 1949 |
| Belgrano AC             | 2       | Tie Cup Competition (1): 1900 Copa de Honor MCBA (1): 1907 |
| Porteño                 | 2       | Copa de Competencia Jockey Club (2): 1915, 1918 |
| Arsenal                 | 2       | Copa Argentina (1): 2013 Supercopa Argentina (1): 2012 |
| San Lorenzo             | 2       | Copa General Pedro Ramírez (1): 1943 Supercopa Argentina (1): 2015 |
| Lanús                   | 2       | Copa Bicentenario (1): 2016 Supercopa Argentina (1): 2016 |
| Rosario AC              | 1       | Tie Cup Competition (1): 1902 |
| Quilmes                 | 1       | Copa de Honor MCBA (1): 1908 |
| Estudiantes (BA)        | 1       | Copa de Competencia Jockey Club (1): 1910 |
| Banfield                | 1       | Copa de Honor MCBA (1): 1920 |
| Tiro Federal            | 1       | Copa Ibarguren (1): 1920 |
| Sportivo Barracas       | 1       | Copa de Competencia Jockey Club (1): 1921 |
| Sportivo Balcarce       | 1       | Copa de Competencia Jockey Club (1): 1931 |
| Central Córdoba (R)     | 1       | Copa Beccar Varela (1): 1933 |
| Nueva Chicago           | 1       | Copa de Competencia Jockey Club (1): 1933 |
| San Martín (T)          | 1       | Copa General Pedro Ramírez (1): 1944 |
| Atlanta                 | 1       | Copa Suecia (1): 1958 |
| Gimnasia y Esgrima (LP) | 1       | Copa Centenario de la AFA (1): 1993 |
| Vélez Sarsfield         | 1       | Supercopa Argentina (1): 2013 |
| Tigre                   | 1       | Copa de la Superliga (1): 2019 |
| Colón                   | 1       | Copa de la Liga Profesional (1): 2021 |
| Patronato               | 1       | Copa Argentina (1): 2022 |
| Central Córdoba (SdE)   | 1       | Copa Argentina (1): 2024 |
| Talleres (C)            | 1       | Supercopa Internacional (1): 2023 |